# Nakajima B5N
Nakajima B5N (Wzór 97) (jap. 中島 B5N Nakajima B5N) – trzymiejscowy pokładowy samolot torpedowo-bombowy konstrukcji japońskiej z okresu drugiej wojny światowej. Alianci nadali mu nazwę kodową Kate.
W odróżnieniu od przestarzałych modeli alianckich samolotów Douglas TBD Devastator i Fairey Swordfish Nakajima B5N na początku wojny był nowoczesną jednostką o bardzo dobrych parametrach bojowych.
W parze z torpedą lotniczą Typ 91 cechowały go duża prędkość i wysokość zrzutu, co zwiększało bezpieczeństwo samolotu oraz załogi w trakcie ataku, a także wydłużało czas lotu torpedy, skracając tym samym podwodną część jej drogi do celu. W konsekwencji zmniejszało to do minimum czas na reakcję celu i jego szanse na wymanewrowanie torpedy. Wykazały się skutecznością podczas ataku na Pearl Harbor, w bitwie na Morzu Koralowym i podczas bitwy pod Midway.

## Historia

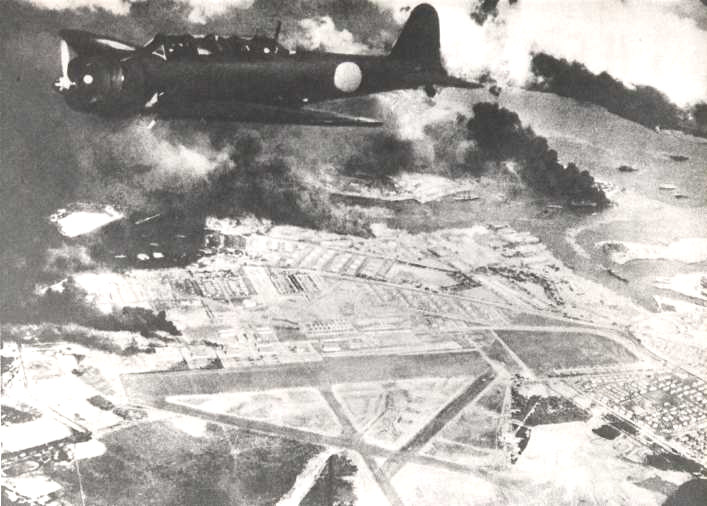
Nakajima B5N2 Model 12 Kate nad Hickam Field, 7 grudnia 1941

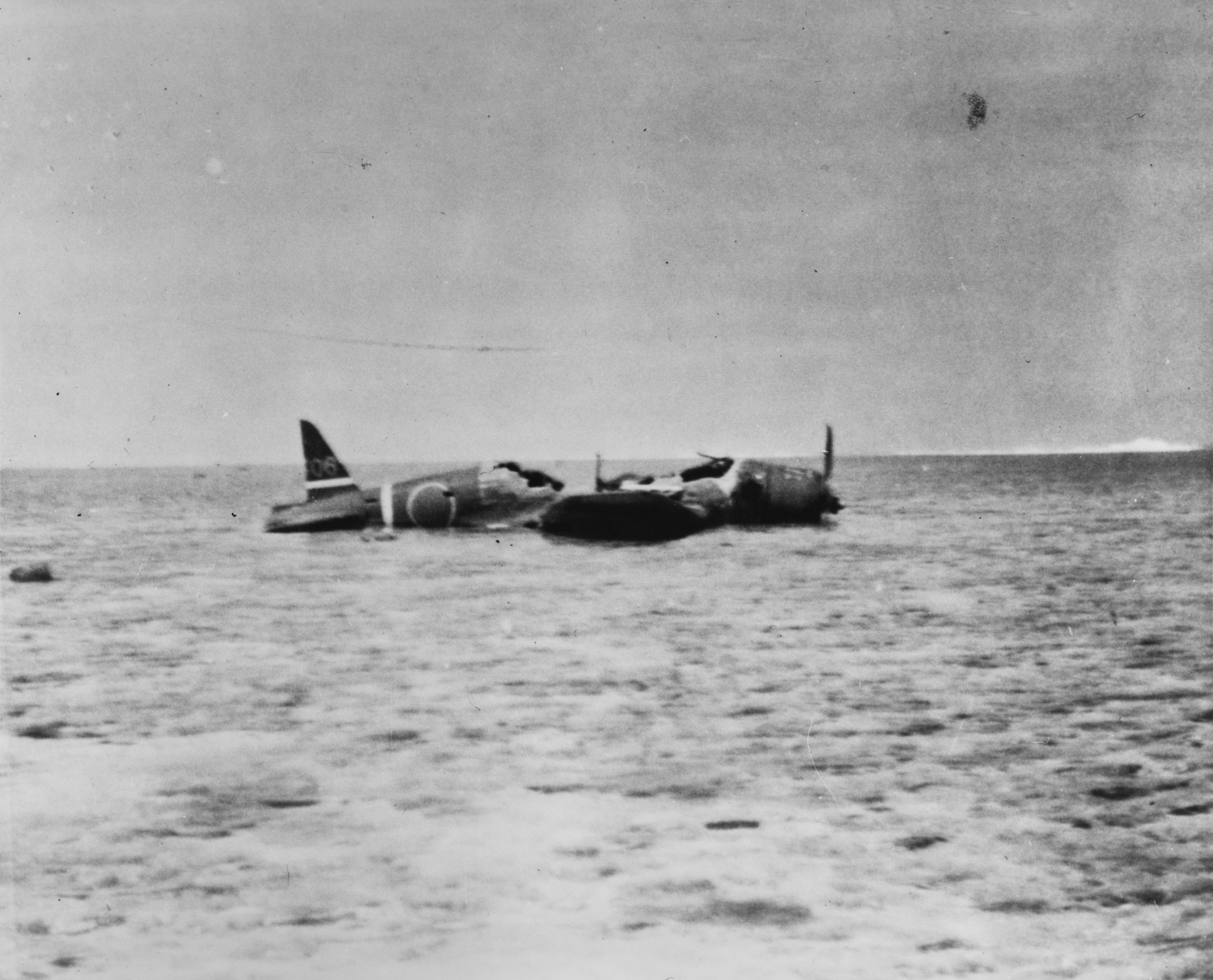
Rozbity Nakajima B5N2 Kate z lotniskowca „Shōkaku”, po awaryjnym lądowaniu na rafie koralowej

Zamówienie na ten samolot pokładowy złożono w 1935 roku. Opracowywana konstrukcja zastąpiła używane wcześniej w marynarce japońskiej pokładowe samoloty bombowe, budowane w układzie dwupłata. Projekt otrzymał nazwę Typ K.
Prototyp samolotu, oblatany w styczniu 1937 roku, nosił skrócone oznaczenie B5N1. Zamontowano w nim hydrauliczny mechanizm składania końcówek płata. Sprawiał on jednak problemy i zrezygnowano z niego na rzecz mechanizmu ręcznego.
Pierwsze samoloty seryjne, pod nazwą Samolot Pokładowy Torpedowo-Bombowy Wzór 98 Model 11, wysłano do Chin, gdzie sprawdzano ich przydatność w warunkach bojowych. Wstępnie zalecono mocniejszy silnik. W grudniu 1939 zaakceptowano do produkcji wersję B5N2 Model 12 z nowym silnikiem Nakajima Sakae o mniejszej średnicy i większej mocy, co pozwoliło na polepszenie osiągów, a węższa obudowa silnika poprawiła właściwości aerodynamiczne i widoczność z kabiny pilota. Samoloty tej wersji produkowano od lutego 1940, ponadto część samolotów B5N1 przebudowano do nowej wersji. 
Do sierpnia 1941 samolot budowano w firmie macierzystej. W 1942 roku produkcję wznowiono w 11. Arsenale Lotniczym Marynarki Wojennej (Dai-Juichi Kaigun Kokusho) w Hiro koło Kure oraz w zakładach Aichi Tokei Denki K.K., gdzie produkowano je do 1944 roku. Wielkość produkcji nie została ustalona z pewnością, łącznie zbudowano według różnych źródeł 1149 (dane amerykańskie), 1250 (dane japońskie) lub 1350 (wyliczenia J. Longa) egzemplarzy tego samolotu. 30 sztuk przebudowano na szkolny dwuster B5N1-K. W zakładach Nakajima wyprodukowano 669 samolotów (według innych danych 669 lub 870). 
Od 1943 roku B5N były stopniowo zastępowane przez nowsze Nakajima B6N, po raz ostatnio zostały użyte bojowo jako bombowce pokładowe podczas bitwy na Morzu Filipińskim w czerwcu 1944, gdzie już znacznie ustępowały konstrukcjom alianckim. Do końca wojny maszyny tego typu służyły w szkołach lotniczych oraz przebudowane na samoloty patrolowe wyposażone w radar do wykrywania wynurzonych okrętów podwodnych. Wykorzystywano je również pod koniec wojny do ataków kamikaze.
Samolot był uzbrojony w pojedynczy karabin maszynowy wz. 92 kalibru 7,7 milimetra w tylnej kabinie. Uzbrojenie podwieszane stanowiła torpeda typ 91 albo do 800 kg bomb w jednej z konfiguracji: jedna bomba przeciwpancerna lub burząca o masie 800 kg, dwie bomby 250 kg lub 6 bomb 60 kg albo (do celów szkolnych) 30 kg.